# 膽固醇
膽固醇（cholesterol）別名膽甾醇，是一種固醇（固醇属于一种类固醇），也是一种脂類，化學式為C27H46O，是無色固態結晶或蠟狀固體，不溶於水而溶於有機溶劑。最早由动物胆石中分离得到，因而得名。
膽固醇廣泛存在於動物體的細胞膜，不仅参与形成细胞膜，而且是合成胆汁酸、维生素D及类固醇激素的原料。因此胆固醇是人体不可缺少的营养物质，但若血液中膽固醇的總含量過高，則發生心血管疾病的機率會提高。
膽固醇是法國醫生 François Poulletier de la Salle 於1784年在膽結石發現。其英文命名 cholesterol 為希臘文的chole-（膽汁）加上 stereos（固體），再加上其化學結構中有羥基，故再接上 -ol 在結尾。膽固醇在人體內擔當重要角色，可說是與生命現象息息相關的重要化合物。

## 结构
胆固醇的系统命名为5-胆烯-3β-醇，是由三个环己烷及一个环戊烷稠合而成的环戊烷多氢菲衍生物，在其甾核的C3位连接一羟基，而在C17位接有一条长脂族侧链。胆固醇是由乙酰辅酶A通过异戊二烯单位的缩合反应而合成。

胆固醇的结构键线式、位标、环标

## 功能
胆固醇是一类重要的脂质类分子，可以被动物细胞合成出来。它被用来保持细胞膜的强度及流动性。动物细胞可以利用胆固醇分子来调节细胞膜的强度及流动性，来改变细胞膜的形状和让细胞膜流动。
除此之外，胆固醇也是生物体合成固醇类激素及胆汁酸的前体分子。胆固醇是一类主要由动物细胞合成的固醇分子。所有种类的动物细胞都可以合成它。而在脊椎动物中，肝细胞通常比其它种类的细胞生成更多的胆固醇。除了支原体，一般原核生物(细菌和古细菌等)并不合成胆固醇。
膽固醇是每個細胞製造細胞膜所需要的原料、膽汁的原料、荷爾蒙的原料、當陽光曬到皮膚，皮下的膽固醇會變成維他命D 。膽固醇在我們身體中扮演一個很重要的角色。

## 膽固醇與健康
膽固醇過高或過低也會造成健康風險；總膽固醇最佳值是在130mg/dL~200mg/dL之間，此時擁有最低的健康風險；低於130mg/dL就需要檢查是否有重病或營養不良、也會增加出血性中風、憂鬱等疾病風險，超過200mg/dL也不健康。
膽固醇的最佳值，以前被定為：最高不可超過 260mg/dL 之後被定為 240mg/dL 再降到目前的標準 200mg/dL 。
摄入的脂肪在進入十二指腸後，會由胰脂酶酵素部分分解，釋出其中的脂肪酸，由肝臟合成成為膽固醇。
膽固醇通常能在肝臟和細胞之间自由迁移，並在必須時經由肝臟轉換成脂蛋白供人體使用；胆固醇不溶于水，与低密度脂蛋白及高密度脂蛋白结合，随血液运行。如果低密度脂蛋白比高密度脂蛋白多出太多，在血液中运行的胆固醇就会多于细胞所需的量，这时过剩的胆固醇会积聚在血管壁上。这个过程叫做动脉粥样硬化，会导致心脏病。但當膽固醇凝結在血管壁上將阻礙血流，嚴重時形成血栓，可能併發心血管疾病，如高血壓、中風。
膽固醇若過低，則容易造成出血型中風、憂鬱等疾病。但正常人身體每日都會產生足夠的膽固醇，所以很難會造成膽固醇過低，根本毋須擔心。
要避免膽固醇過高，注意食物膽固醇含量幾乎無效，因此美國飲食指南2015-2020年版不再建議膽固醇攝取量，而改為盡可能減少攝取。這是因為身體合成的膽固醇遠大於由食物攝取的膽固醇，而飽和脂肪、反式脂肪及自由基會刺激身體合成膽固醇、最新研究顯示紅肉的瘦肉部分也會增加膽固醇合成。 （页面存档备份，存于）